# Erdbeben von Timor 1857
Das Erdbeben von Timor 1857 traf am 13. Mai 1857 die Nordküste von Portugiesisch-Timor (heute Osttimor) und erzeugte einen Tsunami.

## Geschehen
Das Beben entstand durch eine Verwerfung bei der Insel Wetar. Durch das Beben wurden Menschen zu Boden geworfen, Teile der Mauer des Forts von Dili brachen zusammen und an einigen Stellen sank der Boden ab. Am Strand entstanden Risse im Boden. Vier Wellen eines Tsunamis trafen die Küste. Die höchste Welle war 3,1 Meter hoch. Auch in Hera, Laclo, Lautém, Lale und Batugade wurde das Beben als stark empfunden. Bei Viqueque brach der Schlammvulkan Raitahu aus. Die Dörfer Liquiçá und Hera wurden überflutet. Auf Atauro kam ein Hügel ins Rutschen und tötete über 36 Menschen. Das Beben war auch in Kupang und auf Ambon zu spüren. Nachbeben waren noch bis in den Juni hinein zu spüren.